# Chilenischer Fußball-Supercup
Der Chilenische Fußball-Supercup (Supercopa de Chile) ist ein chilenischer Fußballwettbewerb, in dem zu Beginn einer Saison der chilenische Meister und der chilenische Pokalsieger der abgelaufenen Saison in einem einzigen Spiel aufeinandertreffen.

## Die Endspiele im Überblick
| Jahr | Austragungsort                                     | Meister              | Ergebnis       | Pokalsieger               |
| ---- | -------------------------------------------------- | -------------------- | -------------- | ------------------------- |
| 2013 | Estadio Regional de Antofagasta, Antofagasta       | Unión Española       | 2:0            | Universidad de Chile      |
| 2014 | Estadio San Carlos de Apoquindo, Santiago de Chile | O’Higgins            | 1:1, 3:2 i. E. | Deportes Iquique          |
| 2015 | Estadio Germán Becker, Temuco                      | Universidad de Chile | 2:1            | Universidad de Concepción |
| 2016 | Estadio Municipal de Concepción, Concepción        | Universidad Católica | 2:1            | Universidad de Chile      |
| 2017 | Estadio Nacional, Santiago de Chile                | Universidad Católica | 1:4            | Colo-Colo                 |
| 2018 | Estadio Nacional, Santiago de Chile                | Colo-Colo            | 3:0            | Santiago Wanderers        |
| 2019 | Sausalito, Viña del Mar                            | Universidad Católica | 5:0            | Palestino                 |
| 2020 | Estadio Nacional, Santiago de Chile                | Universidad Católica | 4:2            | Colo-Colo                 |
| 2021 | Estadio Municipal de Concepción, Concepción        | Universidad Católica | 1:1, 7:6 i. E. | Ñublense                  |
| 2022 | Estadio Municipal de Concepción, Concepción        | Universidad Católica | 0:2            | Colo-Colo                 |
| 2023 | Sausalito, Viña del Mar                            | Colo-Colo            | 1:1, 3:4 i. E. | Magallanes                |
| 2024 | Estadio Nacional, Santiago de Chile                | CD Huachipato        | 0:2            | Colo-Colo                 |

### Rangliste der Sieger
| Rang | Verein               | Titel | Jahr(e)                | Finalteilnahmen als Verlierer |
| ---- | -------------------- | ----- | ---------------------- | ----------------------------- |
| 1    | Universidad Católica | 4     | 2016, 2019, 2020, 2021 | 2                             |
| 1    | Colo-Colo            | 4     | 2017, 2018, 2022, 2024 | 2                             |
| 3    | Universidad de Chile | 1     | 2015                   | 2                             |
| 4    | Unión Española       | 1     | 2013                   | –                             |
| 4    | O’Higgins            | 1     | 2014                   | –                             |
| 4    | Magallanes           | 1     | 2023                   | –                             |